# Abel Goumba

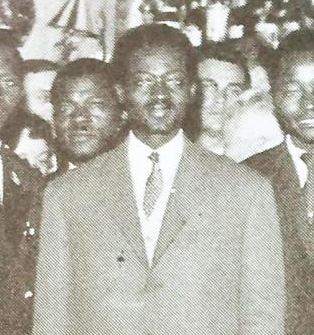
Abel Goumba

Abel Nguéndé Goumba (* 18. September 1926 in Grimari; † 11. Mai 2009 in Bangui) war ein Politiker der Zentralafrikanischen Republik.

## Politische Laufbahn
Goumba stammte aus der Präfektur Ouaka in der damaligen französischen Kolonie Ubangi-Schari. Nach seiner Schulzeit, die er teilweise in Dakar verbrachte, diente er von 1949 bis 1950 in der französischen Armee.
Im Regierungsrat des Territoriums wurde er 1957 Vizepräsident und 1958 Präsident. 1959 war er nach dem Tod Barthélemy Bogandas kurzzeitig Premierminister, bei den folgenden Wahlen wurde er aber von David Dacko geschlagen. Zunächst gehörte er Dackos Regierung an.

## Oppositionspolitiker
Nach der Unabhängigkeit des Landes unter dem Namen Zentralafrikanische Republik am 13. August 1960 wurde seine Partei Mouvement d'Evolution Démocratique d'Afrique Centrale (MEDAC) verboten und Goumba stand unter Hausarrest, 1964 wurde er zu sechs Monaten Gefängnis verurteilt. Im September des Jahres ging er nach Frankreich ins Exil. Während dieser Zeit setzte er seine Ausbildung zum Mediziner in Bordeaux, Rennes und Paris fort. Daneben gründete er neue Parteien, die sich gegen die damaligen Diktatoren Jean-Bédel Bokassa und Ange-Félix Patassé einsetzten.
Anfang der 1980er Jahre kehrte er in seine Heimat zurück, war für die Weltgesundheitsorganisation tätig, lehrte als Medizin-Professor an der Université de Bangui und war 1982 zeitweise Rektor der Universität in Bangui. Er bewarb sich insgesamt fünfmal um die Präsidentschaft, ohne je 10 % der Stimmen zu überschreiten. Mehrfach wurde er wegen seiner politischen Betätigung inhaftiert, aus seinen akademischen Ämtern entlassen und wieder eingestellt. Er galt mit seiner Partei Front Patriotique pour le Progrès (FPP) zeitweise als einer der führenden Oppositionellen. 2002 unterstützte er François Bozizé bei seinem Versuch, Präsident Patassé zu stürzen.

## Vizepräsident
2003 wurde Professor Goumba nach dem Sturz Patassés nach mehr als 40 Jahren als Oppositionspolitiker erneut Premierminister und versprach, die Korruption im Lande zu bekämpfen. Am 12. Dezember 2003 wurde er Vizepräsident unter François Bozizé. Bei den Präsidentschaftswahlen am 13. März 2005 erreichte er mit 2,5 % der Stimmen den siebten Platz. Präsident Bozizé entließ ihn aus seinem Amt, ohne es neu zu besetzen. Nach Angaben Bozizés geschah dies, weil es die Position mit der neuen Verfassung nicht mehr geben wird, während Goumba verärgert berichtete, von seiner Entlassung im Radio gehört zu haben. Unmittelbar vor seiner Entlassung hatte Goumba von Unregelmäßigkeiten bei den Wahlen gesprochen.

## Familie
Goumba war verheiratet und hatte 15 Kinder.